# Гуго Дайрінг
Гуго Дайрінг (нім. Hugo Deiring; 25 липня 1920, Бад-Грененбах — 5 серпня 1999, Мюнхен) — німецький офіцер-підводник і журналіст, оберлейтенант-цур-зее крігсмаріне.

## Біографія
1 жовтня 1938 року вступив на флот. З серпня 1940 року служив на швидкісному катері S3 з 3-ї флотилії. З 1 листопада 1940 по 30 березня 1941 року пройшов курс підводника. З 1 квітня по вересень 1941 року — вахтовий офіцер на підводному човні U-151. З 29 листопада 1941 року — 1-й вахтовий офіцер на U-255. З 15 жовтня по 14 листопада 1942 року пройшов курс командира човна. З 15 листопада 1942 по 27 лютого 1944 року — командир U-56, з 9 вересня 1944 року — U-3503. 6 травня 1945 року човен був атакований британським бомбардувальником «Ліберейтор», отримав незначні пошкодження і був змушений плисти в шведські води біля Гетеборга. 7 травня човен був затриманий шведськими військовими кораблями. Шведи наказали німцям прямувати в Гетеборг, проте наступного дня Дайрінг наказав затопити U-3503. Всі члени екіпажу були підібрані, доставлені в Швецію і інтерновані. В лютому 1946 року Дайрінг був звільнений і повернувся в Німеччину.
В 1947 році вступив на роботу в мюнхенську газету Süddeutsche Zeitung. З 1954 року — начальник служби, з 1960 року — заступник головного редактора, в 1970/84 роках — головний редактор газети.

## Звання
- Кандидат в офіцери (1 жовтня 1938)
- Морський кадет (1 липня 1939)
- Фенріх-цур-зее (1 грудня 1939)
- Оберфенріх-цур-зее (1 серпня 1940)
- Лейтенант-цур-зее (1 квітня 1941)
- Оберлейтенант-цур-зее (1 січня 1943)

## Нагороди
- Залізний хрест 2-го класу (16 липня 1942)
- Нагрудний знак підводника (10 вересня 1942)
- Нагрудний знак флоту (7 жовтня 1942)